# ガツェレ (コルベット)
ガツェレ（SMS Gazelle）は、プロイセン王国海軍が保有していたアルコナ級コルベット。ガゼルとも呼ばれる。ガツェレは1855年にダンツィヒの王立造船所で建造された。1859年12月19日に進水、1862年5月15日に海軍へ就役した。1884年1月8日に除籍されるまで、ガツェレは海外任務等に仕えた。1906年にスクラップにかけられるまでヴィルヘルムスハーフェンで宿泊艦として使用された。